# Sant Quirze de Besora
Sant Quirze de Besora település Spanyolországban, Barcelona tartományban. Lakosainak száma 2127 fő (2024).

## Földrajza
Sant Quirze de Besora Montesquiu, Santa Maria de Besora, Sant Pere de Torelló, Orís és Sora községekkel határos.

## Népesség
A település lakosságának változását az alábbi diagram mutatja:
| Lakosok száma | 582  | 1659 | 2018 | 2019 | 2017 | 1985 | 2257 | 2148 | 2167 | 2127 |
|               | 1717 | 1887 | 1936 | 1960 | 1986 | 2004 | 2009 | 2014 | 2019 | 2024 |